# Norbert Hirschhorn

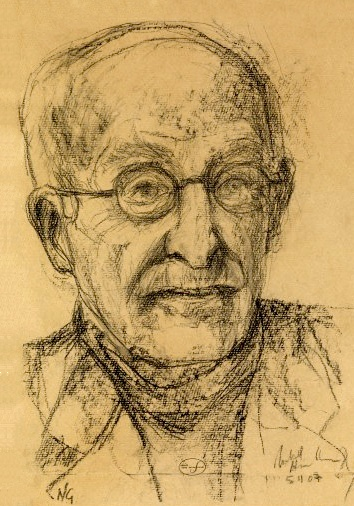
Norbert Hirschhorn (Zeichnung von Natasha Gomperts, 2007, Wellcome Library London)

Norbert Hirschhorn (* 1938 in Wien) ist ein US-amerikanischer Arzt, der durch seine Arbeiten im Bereich Gesundheitswissenschaften (Public Health) bekannt wurde. Er ist einer der Entwickler der sogenannten WHO-Trinklösung, die bei schweren Durchfallerkrankungen eingesetzt wird.

## Leben
Hirschhorns Familie musste 1938 aufgrund drohender Judenverfolgung nach dem „Anschluss“ Österreichs nach London fliehen, wo er während des Krieges aufwuchs. Später emigrierte die Familie in die Vereinigten Staaten, wo Hirschhorn die Bronx High School of Science und anschließend die Columbia University in New York City besuchte. Er erwarb sowohl den Titel eines Bachelor of Arts (1958) als auch einen Doktorgrad (M.D.) in Medizin (1962). Er spezialisierte sich auf das Fach Innere Medizin und setzte seine klinische Weiterbildung am Boston City Hospital und an der Harvard Medical School (1962–1964, 1967–1968) fort. Schließlich spezialisierte er sich auf das Gebiet Gesundheitswissenschaften (Public Health).
Ab 1964 war Hirschhorn im amerikanischen Public Health Service tätig. Später war er Dozent an verschiedenen Universitäten (University of Minnesota, Yale University, Amerikanische Universität Beirut, Princeton University u. a.) sowie als Berater internationaler Organisationen tätig. Ein Schwerpunkt seiner Arbeiten war die effektive Behandlung von infektiösen Durchfallerkrankungen. Später setzte er sich auch kritisch mit den Machenschaften der Tabakindustrie auseinander.
Privat betätigt sich Hirschhorn als Dichter. 1994 erwarb er den Grad eines Master in Fine Arts vom Vermont College. Er hat mehrere Gedichtbände und Anthologien veröffentlicht und auch Literaturpreise erhalten.
Hirschhorn lebt in London und Beirut.

## Arbeiten zur Cholera
Hirschhorn beschäftigte sich ab 1964 in Bangladesch (dem damaligen Ost-Pakistan) wissenschaftlich mit der Behandlung der Cholera. Die Cholera ist eine hochansteckende Erkrankung, bei der es zu schweren „Reiswasser-ähnlichen“ Durchfällen kommt. Diese Durchfälle können vom Volumen her viele Liter täglich ausmachen. Antibiotika-Therapien sind bei diesen Durchfallerkrankungen häufig nicht alleine ausreichend oder wenig wirksam. Die Hauptaufgabe des behandelnden Arztes ist es, die starken Flüssigkeits- und Elektrolytverluste (Natrium, Kalium, Calcium, Chlorid, …) des Patienten auszugleichen (Rehydratation). Gelingt dies nicht, verstirbt der Patient häufig an Multiorganversagen (mangelnde Organ-Durchblutung) oder an Herzrhythmusstörungen (für die Herzfunktion sind ausgeglichene Elektrolyte essentiell). Ähnliches gilt auch für andere schwere Durchfallerkrankungen. Nach Schätzungen der Weltgesundheitsorganisation (WHO) sterben auch heute noch jährlich etwa 760.000 Kinder weltweit an den Folgen von Durchfallerkrankungen.
In der Regel erfolgt der Flüssigkeits- und Elektrolytausgleich durch die Verabreichung intravenöser Infusionen. In Ländern mit einem schwach entwickelten öffentlichen Gesundheitssystem kann diese aufwändige Versorgung aber häufig nicht gewährleistet werden. Hier muss man realistischerweise wesentlich auf eine orale Flüssigkeitszufuhr (Flüssigkeitsaufnahme durch Trinken) setzen. Das Problem, das es dabei zu überwinden galt, ist der Umstand, dass bei Durchfallerkrankungen die Darmfunktion gestört ist, so dass der Darm nur unzureichend Flüssigkeit aufnehmen kann. Die durch Trinken verabreichte Flüssigkeit geht somit gleich wieder mit dem Durchfall verloren und gelangt nicht in den Kreislauf.

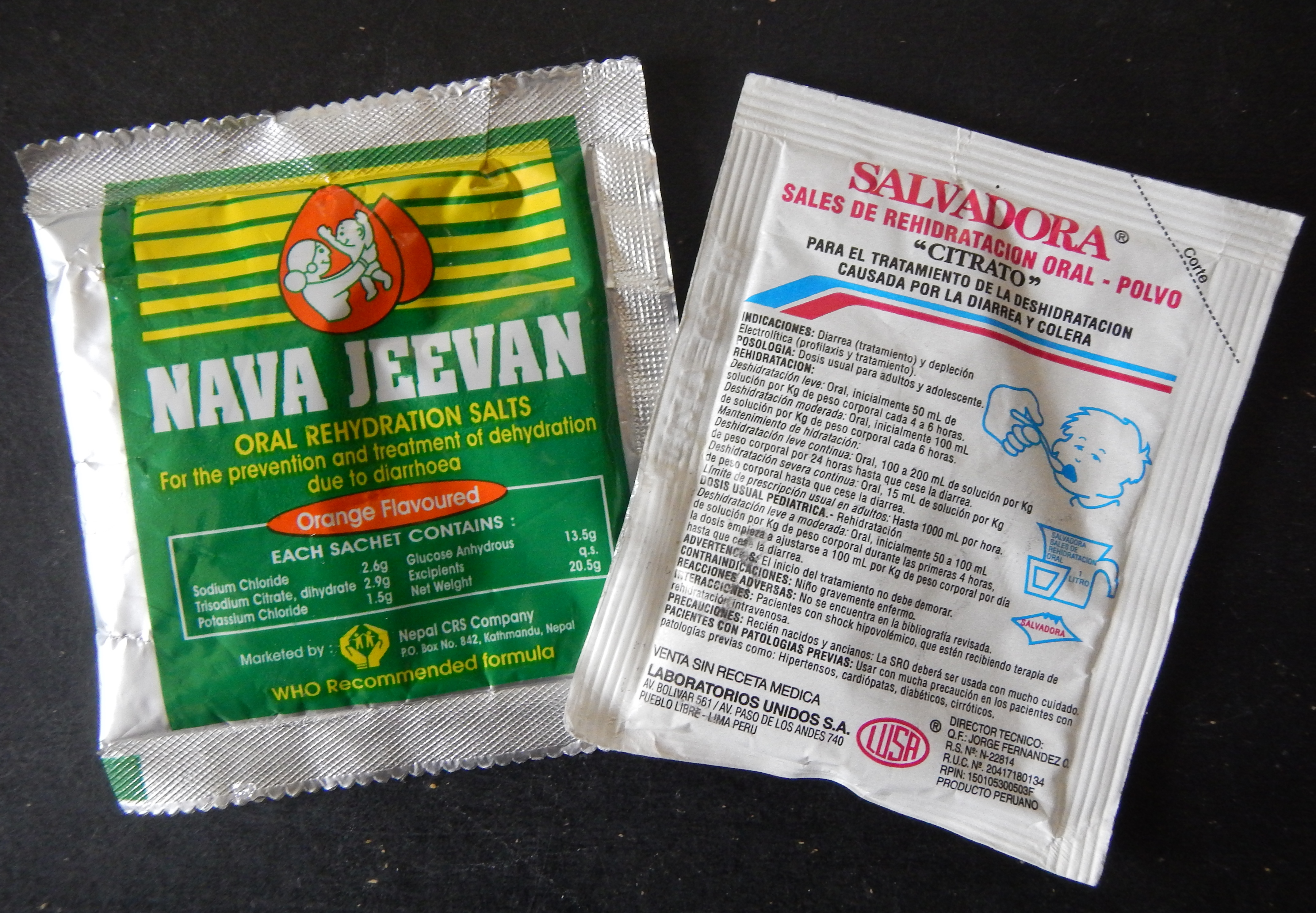
Pulver zur Herstellung einer WHO-Trinklösung

Schematische Darstellung des Natrium-Glucose-Symports durch die Zellmembran vom Darm ins Zellinnere. Die Wassermoleküle (H_{2}O) folgen dem Natrium und der Glucose nach.

Hirschhorn konnte bei seinen klinischen Studien zur Behandlung der Cholera auf die Arbeiten seiner Vorgänger und Kollegen aufbauen, die zum Teil tierexperimentell gezeigt hatten, dass die Zugabe von Glucose („Traubenzucker“, nicht Haushaltszucker = Saccharose) zu einer oralen Rehydratationslösung die Flüssigkeitsaufnahme im Darm entscheidend verbessern kann. Hirschhorn führte erstmals eine größere randomisierte klinische Studie hierzu durch. In deren Rahmen erhielt ein Teil der Cholera-Patienten die Rehydratationslösung mit Glucose, ein anderer Teil erhielt die Rehydratationslösung ohne Glucose, und ein dritter Teil erhielt gar keine Rehydratationslösung. Alle Patienten wurden mit Infusionen behandelt, wenn sie diese benötigten.
In dieser im New England Journal of Medicine 1968 veröffentlichten Studie zeigte sich eindrucksvoll, dass die Zugabe von Glucose (oder Galactose, nicht aber Fructose) zu einer oralen Hydratationslösung die Effektivität einer oralen Hydratationstherapie entscheidend verbessern kann. Damit wurde die Effektivität einer optimierten oralen Rehydratationstherapie bewiesen.
Anfänglich gab es große Skepsis in der Fachwelt gegenüber einer derart einfachen Behandlung einer so schweren Erkrankung wie der Cholera. Erstmals im größeren Stil zur Anwendung kam die von Hirschhorn und Mitarbeitern (insbesondere Robert Allan Phillips) entwickelte orale Rehydratationslösung im Bangladesch-Krieg 1971 zwischen Indien und Pakistan, der millionenfache Flüchtlingsströme verursachte und bei dem an eine reguläre Versorgung in Krankenhäusern nicht zu denken war.
Die zugrundeliegenden physiologischen Grundlagen wurden erst später geklärt. Die Glucose-Aufnahme in die Darmepithelzellen erfolgt in Form eines sogenannten Natrium-Glucose-Symports, d. h. für die Aufnahme von Glucose (die bei Cholera ungestört ist) wird immer auch Natrium mit in die Zelle aufgenommen. Die Wassermoleküle folgen dem Natrium passiv nach und so kommt es zu einem Flüssigkeits- und Elektrolyt-Strom aus dem Darm in den Kreislauf.
Es wird geschätzt, dass die sogenannte WHO-Trinklösung seit ihrer Entwicklung ungefähr 50 Millionen Menschen das Leben gerettet hat.

## Ehrungen
- 1993 American Health Hero (Ehrung durch Präsident Clinton)
- 1990 Charles A. Dana Foundation Award for Pioneering Achievement in Health[6]
- 2002 Pollin Foundation Award in International Pediatric Research[7]

## Veröffentlichungen (Auswahl)
- N. Hirschhorn, J. L. Kinzie, D. B. Sachar, R. S. Northrup, J. O. Taylor, S. Z. Ahmad, R. A. Phillips: Decrease in Net Stool Output in Cholera during Intestinal Perfusion with Glucose-Containing Solutions. In: N Engl J Med. 279(4), 1968, S. 176–181. doi:10.1056/NEJM196807252790402. PMID 4968807.
- N. Hirschhorn, R. A. Cash, W. E. Woodward, G. H. Spivey: Oral fluid therapy of Apache children with acute infectious diarrhoea. In: The Lancet. 2 (7766), 1972, S. 15–18. PMID 4113619.